# Tartareu
Tartareu és un poble de 101 habitants (2019) pertanyent al municipi de les Avellanes i Santa Linya (comarca de la Noguera) situat a 592 metres d'altitud.
És un antic municipi independent que el 1857 va ser annexat a les Avellanes. El nucli urbà està dominat per les restes del castell de Tartareu, pres als musulmans pel comte Ermengol IV d'Urgell als voltants de l'any 1077. El Club Ciclista Tartareu organitza anualment diverses proves de bicicleta de muntanya; el 1999 s'hi disputà el Campionat de Catalunya. També és zona d'escalada.
En la zona es troben restes d'ocupació humana del període comprès entre el Neolític i l'edat del bronze.